# Будинок-музей Бальзака
Будинок-музей Бальзака (фр. Maison de Balzac) знаходиться в 16-му окрузі Парижа на вулиці Рейнуар, 47. З 1840 до 1847 французький письменник Оноре де Бальзак мешкав у цьому будинку. В той час це було паризьке передмістя Пассі (Passy). Тут він мешкав під псевдонімом, ховаючись від кредиторів. У музеї виставлені приватні речі Бальзака, його рукописи та видання його творів.

## Туристична інформація
- Адреса: 47, rue Raynouard, 75016 Paris
- Години роботи: 10:00-18:30 щодня крім понеділка і святкових днів

- Проїзд:
Метро: станція Пассі (Passy) або Ля Мюетт (La Muette)
RER: лінія C Boulainvilliers або Radio France
Автобус: 32, 50, 70, 72

- Вхідний квиток: до музею — безкоштовно; на тимчасові виставки — 4 євро, до 13 років безкоштовно.